# Scirrhia osmundae
Scirrhia osmundae är en svampart som först beskrevs av Peck & Clinton, och fick sitt nu gällande namn av Arx 1962. Enligt Catalogue of Life ingår Scirrhia osmundae i släktet Scirrhia, ordningen Capnodiales, klassen Dothideomycetes, divisionen sporsäcksvampar och riket svampar, men enligt Dyntaxa är tillhörigheten istället släktet Scirrhia, familjen Dothideaceae, ordningen Dothideales, klassen Dothideomycetes, divisionen sporsäcksvampar och riket svampar. Arten är reproducerande i Sverige. Inga underarter finns listade i Catalogue of Life.